# Bellflower (Kalifornija)
Bellflower je grad u američkoj saveznoj državi Kalifornija. Prema popisu stanovništva iz 2010. u njemu je živjelo 76,616 stanovnika.